# Carnaval de Binche
Le carnaval de Binche est un des plus anciens folklores de Belgique. Il a été reconnu en 2003, par l'UNESCO comme chef-d'œuvre du patrimoine oral et immatériel de l'humanité. Il est repris parmi les chefs-d’œuvre du Patrimoine oral et immatériel de la Fédération Wallonie-Bruxelles depuis 2004 et a été élevé au rang d’officier du Mérite wallon, le 23 février 2017.
Les festivités se déroulent en deux parties : le carnaval proprement dit et l'avant-carnaval, temps des « soumonces ». Le carnaval commence 49 jours avant Pâques et les soumonces six semaines avant les trois « jours gras ».
Le carnaval « de type binchois » se célèbre dans toute la Région du Centre, mais c'est à Binche qu'il demeure le plus codifié et le plus traditionnel. Les personnages principaux en sont les Gilles, qui dansent au son des 26 airs traditionnels du carnaval, sons qui sont joués par une batterie constituée de tambours (en général, on compte sept tamboureurs par batterie) et d'une grosse caisse (parfois deux dans d'autres villes). La batterie est accompagnée par un orchestre de cuivres (trompettes, bugles, trombones, tubas et sousaphones). 
Contrairement à leurs homologues des villages environnants, les Gilles binchois ne sortent que le Mardi-Gras et doivent respecter certaines coutumes (ne pas se déplacer sans l'accompagnement d'au minimum un joueur de tambour, ne pas s'asseoir en public, ne jamais être soûls, être obligatoirement Binchois d'origine, d'autres contraintes existent).
Les autres personnages, qui forment les sociétés dites « de fantaisie », sont l'Arlequin (historiquement des enfants de l'Athénée royal de Binche), le Paysan (historiquement des enfants du Collège Notre-Dame de Bon secours), le Pierrot (historiquement des enfants du Petit Collège anciennement 'École des Frères') et le Marin, société recréée pour le carnaval 2018. D'autres sociétés de fantaisie ont participé aux cortèges du Mardi-Gras d'antan et ont disparu (Princes d'Orient, Mousquetaires, etc).
Les premières traces écrites du carnaval remontent à 1394, les festivités correspondant alors au début du carême. Le port du masque est interdit sous le régime napoléonien, aussi voit-on apparaître pour la première fois dans les textes le Gille en 1795, personnage masqué se révoltant.

## Journées de fêtes

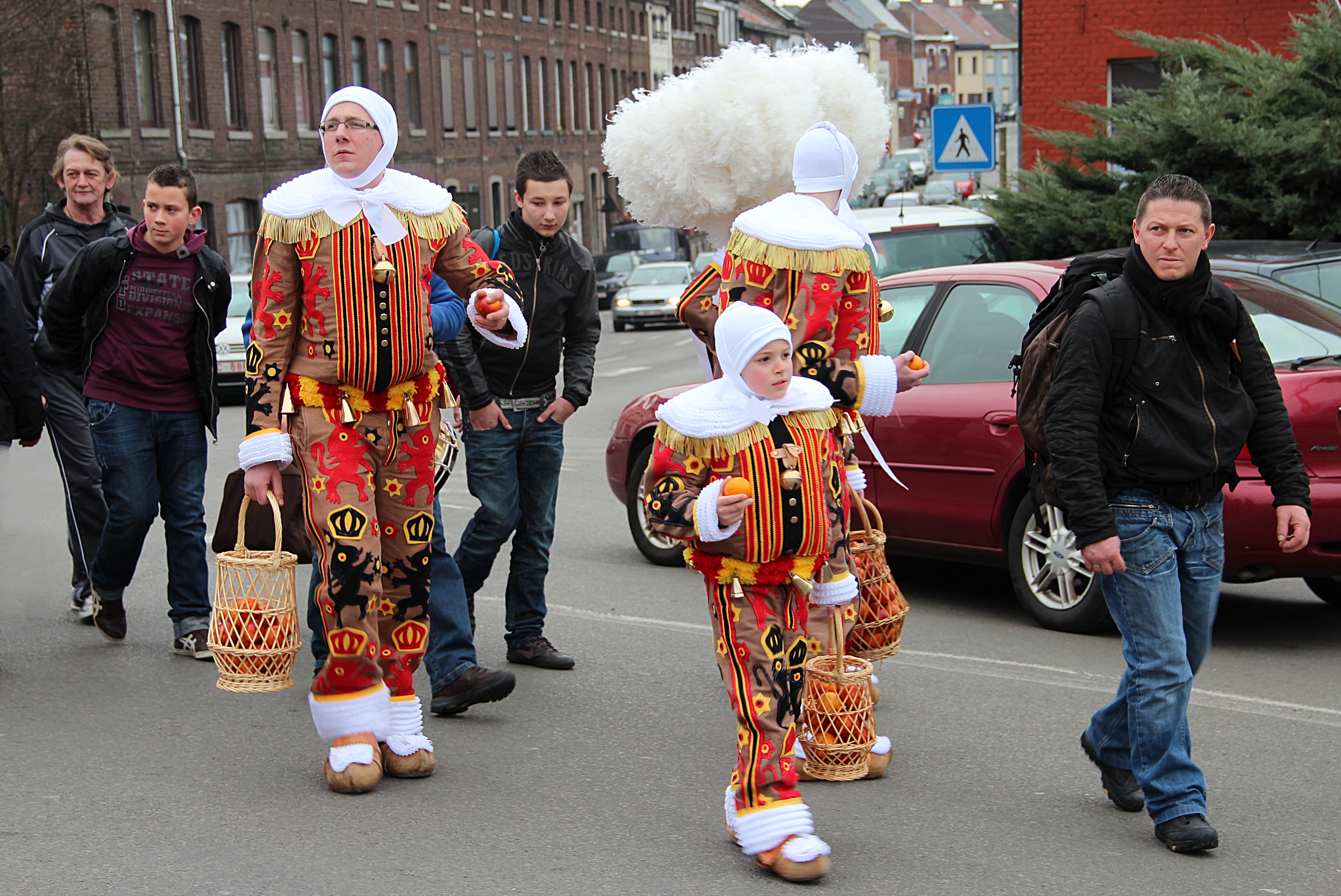
Départ des Gilles le Mardi gras après-midi.

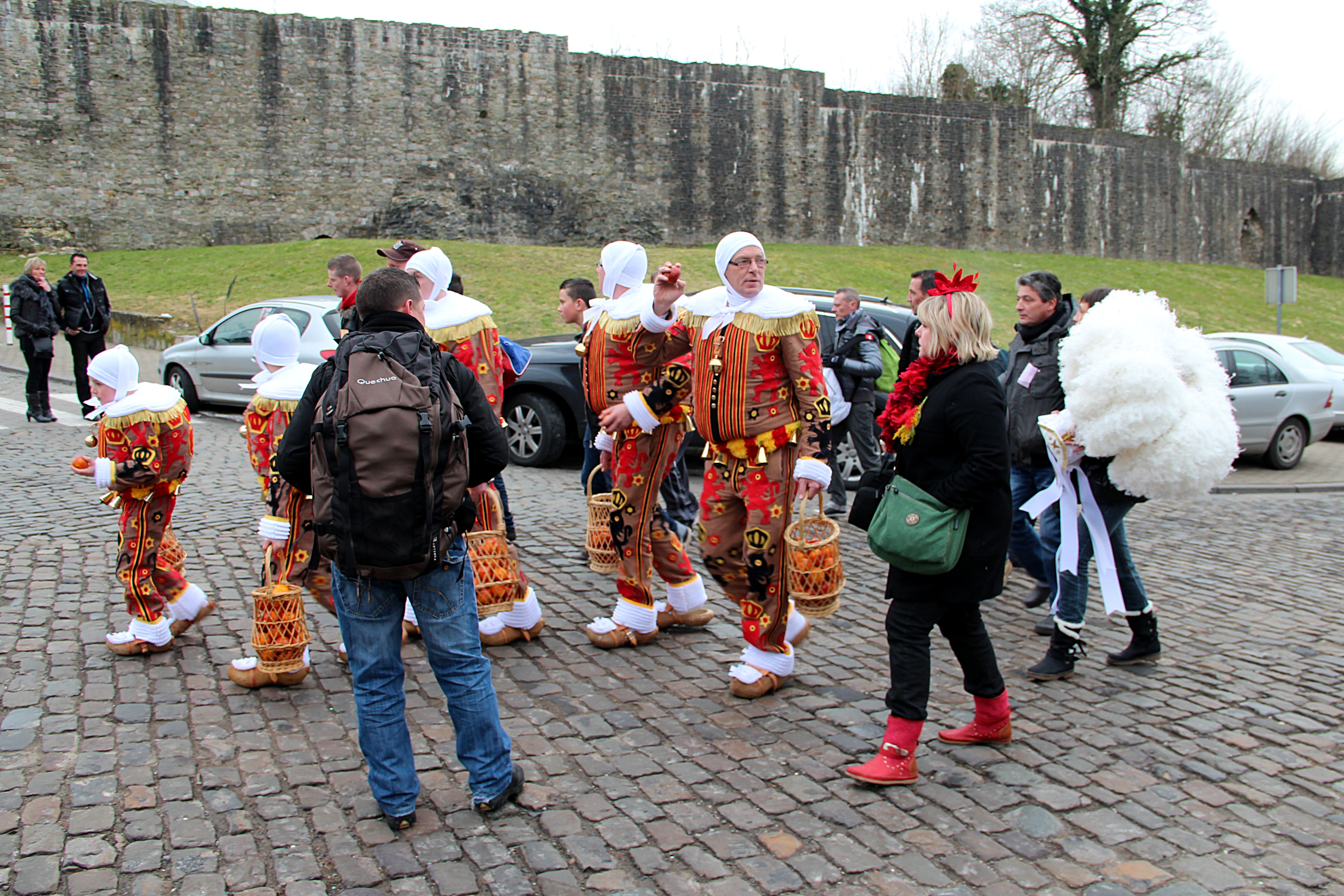
Les Gilles et leurs accompagnants.

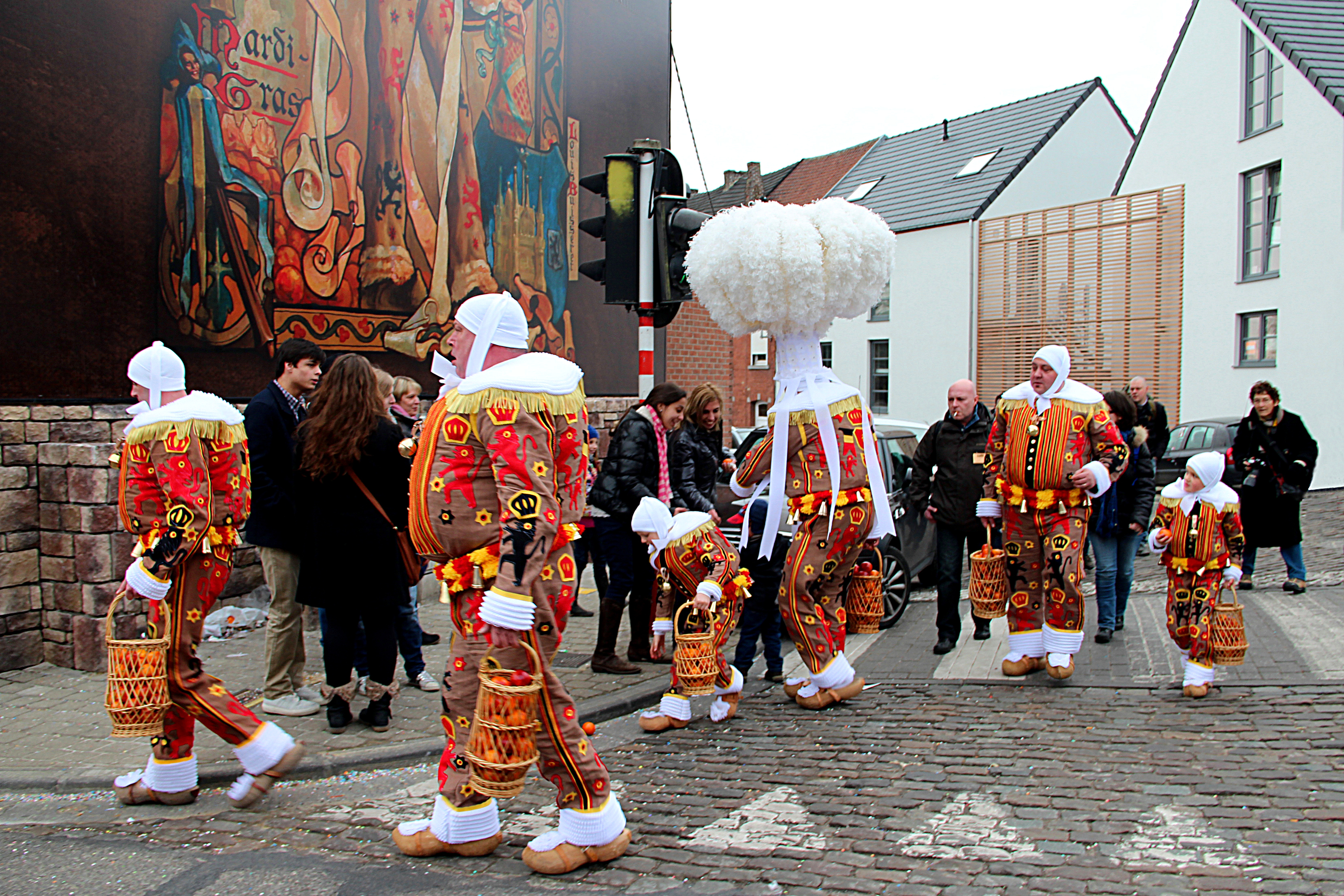
Groupe de Gilles se dirigeant vers la Grand'Place.

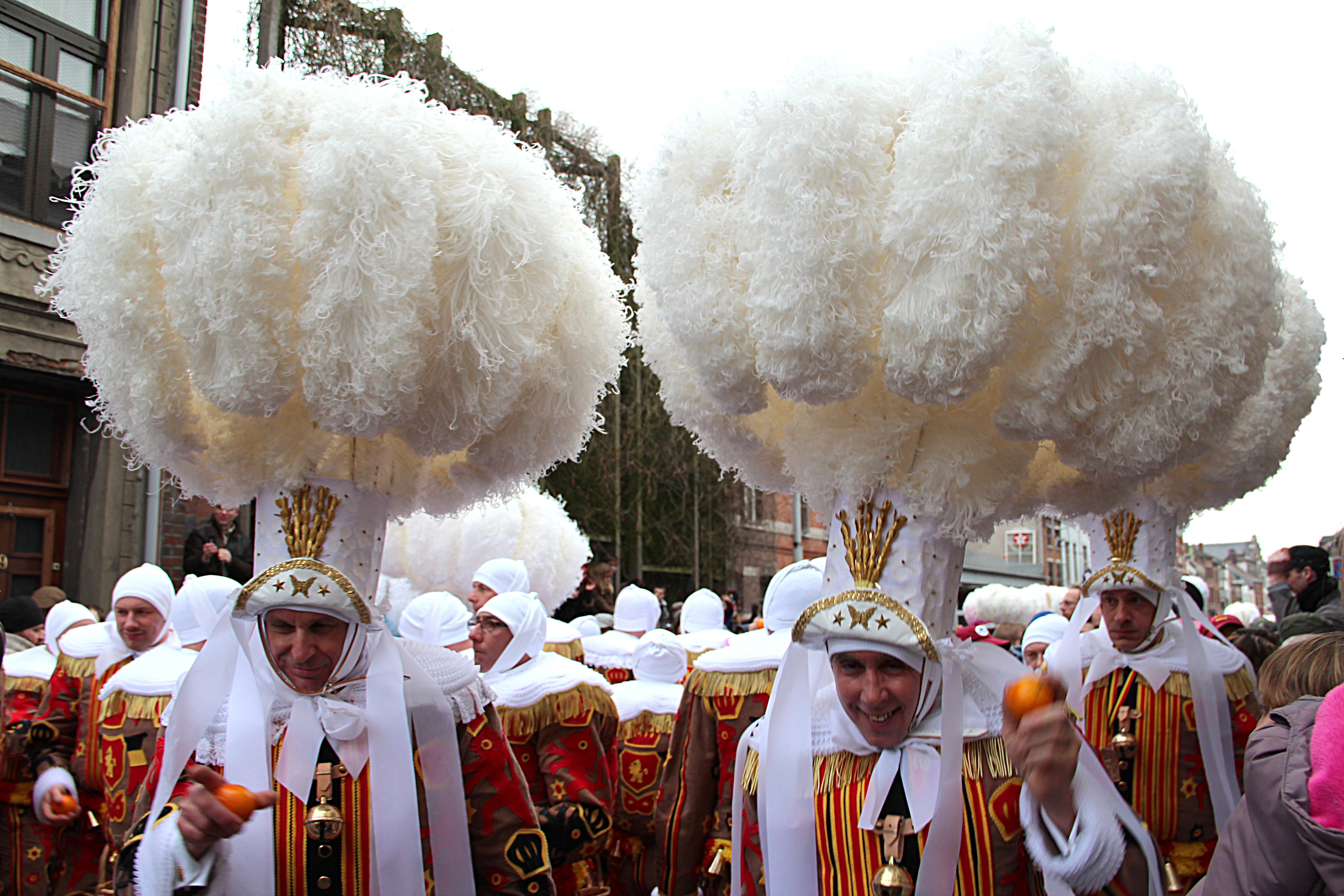
Les Gilles portant leur chapeau de plumes d’autruche le jour du Mardi gras.

Le carnaval de Binche se déroule tous les ans, du Dimanche Gras au Mardi gras, c'est-à-dire avant la période du carême pendant laquelle les chrétiens s'abstiennent de manger gras jusque Pâques, quarante jours plus tard.

### Le carnaval en quelques chiffres
- Nombre de participants costumés le Mardi Gras : +/- 1 000.
- Nombre de médailles pour les jubilaires : +/- 50 médailles chaque année.
- Nombre de sociétés : 15 (11 de Gilles, les Arlequins, les Paysans, les Pierrots et les Marins).
- Poids du chapeau : +/- 3 kg.
- Location du costume par le Gille au louageur : +/- 100 euros.
- Location du chapeau et du costume par le Gille au louageur : entre 250 et 300 euros.
- Coût de la fabrication d’un costume : +/- 600 euros.
- Coût de la fabrication d’un chapeau : +/- 3 000 euros
- Plumes nécessaires pour un chapeau :
  - en moyenne entre 250 et 350 petites plumes
  - pour former 12 grandes plumes, +/- 80 heures de travail.
- Nombre de cloches sur l’apertintaille : 7 en moyenne.
- Motifs sur le costume du Gille : +/- 150 (couronnes, lions, étoiles, écussons, drapeaux).
- Ruban pour les pèlerines, manche et pantalon : 150 mètres de ruban à plisser.
- Franges dorées sur la pèlerine : 540.
- Oranges lancées par un Gille : entre 25 et 40 kg.
- Airs de Gille : 26.

### Répétition de batterie
Les sixième et cinquième dimanches avant le carnaval, les sociétés (groupements de Gilles ou bien des sociétés de fantaisie) se retrouvent (une partie des sociétés un dimanche, l'autre partie le dimanche suivant car toutes les sociétés ne sont réunies que lors des dimanche et mardi-gras) en début de soirée dans leur local respectif. Après quelques airs joués par la batterie, les sociétés sortent (généralement sur le coup de 20h, parfois un peu plus tôt), sans costume (ni ramon ni apertintaille ni sabots), dans les rues de Binche au son des tambours.

### Soumonces en batterie
Les quatrième et troisième dimanches avant le carnaval, les sociétés (réparties sur les mêmes bases que pour la répétition de batterie) dansent dans les rues de Binche, en général dès 15h00, uniquement au son des tambours. Chaque membre de société est chaussé de sabots de bois, porte l'« apertintaille » (ceinture de grelots), le « ramon » à la main.

### Soumonces en musique
Les deux dimanches précédant le carnaval, les instruments de cuivre font leur apparition et se mêlent au son des tambours pour jouer successivement les vingt-six airs traditionnels du carnaval. Les membres de sociétés de Gilles et des sociétés de fantaisie portent en cette occasion leur costume du Dimanche gras de l'année précédente (c'est une tradition mais ils peuvent aussi porter des costumes d'autres années). Entre 23h et minuit, les cuivres terminent leur prestation lors d'un rondeau et la soumonce se poursuit jusqu'aux petites heures uniquement avec la batterie.

### Les bals de carnaval
Les trois samedis précédant le carnaval un bal costumé est organisé. Successivement les bals de la « Jeunesse Socialiste », de la « Jeune Garde Libérale » et de la « Royale Jeunesse Catholique ». Ces bals sont des bals de gala où les participants rivalisent d'ingéniosité pour préparer leurs déguisements sur les thèmes qui seront proposés par les comités respectifs. Des prix sont remis aux plus beaux costumes. La tradition, en perdition, veut que les gens non costumés soient en smoking pour les hommes, en robe de bal pour les dames.
Si jusqu'au début des années 1980 la ségrégation était réelle parmi les participants en fonction de leur appartenance politique, il n'est plus question dorénavant que d'amusement et il n'est pas rare que les Binchois participent à plusieurs, voire à tous les bals de carnaval.
Signe des temps, les trois « Jeunesses » se sont d'ailleurs réunies en l'association de défense du lundi gras.

### Les Trouilles de Nouilles

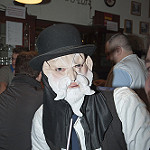
Trouilles de Nouilles.

Aux « Trouilles du Nouilles », le lundi, six jours avant le carnaval, les habitants de Binche et de la région peuvent se promener en ville masqués. Au cours de cette mascarade, la tradition veut qu'un travesti se mette à la recherche de connaissances et les « intrigue » tant qu'elles n'ont pas deviné qui se cache sous le masque. Si elles trouvent, le malheureux devra leur payer un verre mais si elles ne parviennent pas à le « démasquer », elles s'avouent vaincues et offrent le verre de l'amitié.

### Le Dimanche gras
Premier jour du carnaval. Les membres des différentes cagnottes (voir plus bas) composant les sociétés de Gilles, et de fantaisies déambulent séparément (la sortie du dimanche matin est dite "libre"), vêtus d'un déguisement préparé en grand secret et enfin dévoilé au public, dans les rues de Binche au rythme des tambours ou de celui de la « viole » (orgue de Barbarie) voire de l'accordéon ; l'après-midi, les sociétés se reconstituent. Les cuivres et tambours se rejoignent pour le cortège. Les costumes sont de diverses inspirations (animaux, personnages stéréotypés…). On retrouve bien souvent plusieurs groupes (appelés cagnottes) au sein desquels les membres portent le même costume. Le cortège démarre à 16h au rythme des vingt-six airs du Carnaval sur lesquels on peut alors danser et s'émerveiller devant l'imagination déployée pour la fabrication des costumes (préparés quelquefois un an à l'avance et tenus secret jusqu'au grand jour).

### Le Lundi gras
Appelé aussi « jours des enfants » ou « des jeunesses », il constitue un jour plus "intime" au cours duquel les Binchois et leurs invités se retrouvent le matin dans les rues. La « Jeunesse Socialiste » accompagnée de l'harmonie « En Avant », la « Jeune Garde Libérale » avec la fanfare « Les Chasseurs » et la « Royale Jeunesse Catholique » avec la fanfare « Les Pélissiers » battent le pavé au son de la « viole » (orgue de barbarie) ou sur des airs de « pas-redoublés » et vont de café en café. En général, les jeunesses sont reçues chez les élus locaux qui offriront le verre de l'amitié. Tandis que, dans la plupart des cafés de la ville, les « batailles de confetti » font rage. L'après-midi, alors que certains Gilles partent se reposer pour préparer la journée du lendemain, les trois « jeunesses » accompagnées chacune d'une batterie et d'un orchestre de cuivres traditionnel prennent la direction du square de la gare où, vers 19 heures, le feu d'artifice débute sous l'œil admiratif des badauds rassemblés en foule.
Depuis quelques années, les "Chics Types" ont refait leur réapparition rejoints par d'autres sociétés dont une de dames (les Ladies).

### Le Mardi gras
C'est l'apogée du carnaval. Pour de nombreux Binchois, cette journée est la meilleure de l'année.
Tout commence dès l'aube (vers 4 heures du matin) avec le ramassage ou prise de gilles. Au son de l'Aubade matinale (air de fifre), les Gilles se rendent les uns chez les autres pour se rassembler. Ils s'accueillent mutuellement avec une coupe de champagne. Les Gilles continuent leur route, chaque groupe de gilles se dirige vers leur local où ils se réunissent pour prendre leur petit déjeuner, composé d'huîtres et de champagne là aussi, comme le veut la tradition.En fin de matinée, Gilles, Paysans, Pierrots et Arlequins se dirigent vers la Grand-Place pour accomplir le rondeau matinal après avoir revêtu un masque de cire unique, que seuls le Gille et le Paysan de Binche portent et qui symbolise l'égalité de tous (sauf que le masque du Paysan ne porte pas de moustache). Les Arlequins portent eux un masque adapté, issu de la commedia dell'arte; les Pierrots entrent dans l'Hôtel de Ville masqués d'un loup noir. Dans l'hôtel de ville, ils recevront ensuite, des mains du bourgmestre ou parfois d'un invité de marque, des médailles qui récompensent les participations au carnaval (médaille cuivrée pour les 25 ans, argentée pour les 40 ans et dorée pour les 50 ans - à partir de 60 ans, il s'agit d'une plaquette remise au Gille le Mercredi des Cendres). Après quelques danses sur les pavés et un passage au local attitré, le Gille rentre chez lui, toujours accompagné d'un tamboureur, afin de prendre un bon repas et du repos.
Vers 15 heures, les sociétés se reforment. Au son des airs du carnaval, ils se réunissent pour participer au cortège qui les emmènera de la statue du « Paysan » (lieu-dit Battignies) à la Grand-Place. Pendant ce cortège, où certains Gilles portent un chapeau de plumes d'autruche, des « oranges de Gille » (petites oranges sanguines que l'on appelle aussi « oranges au vin ») sont offertes à la foule.
Les groupes continuent de déambuler dans les rues de la ville jusqu'au soir (vers 21 heures). Toutes les sociétés sont alors réunies pour le rondeau final sur la place. À la lumière des feux de Bengale, les ombres se projettent sur les murs de l'hôtel de ville, qui bientôt s'illuminera des lueurs du feu d'artifice grandiose. Les festivités s'achèvent alors avec l'embrasement de la devise de la ville, « PLVS OVLTRE ». Dans la ville, le cœur des Gilles continuera à battre au rythme des tambours mais les batteries doivent s'arrêter de jouer avant le lever du soleil, le matin du Mercredi des Cendres.

## Inégalité de genre au Carnaval de Binche
Le carnaval de Binche, reconnu pour ses emblématiques personnages, les Gilles, a longtemps été une tradition exclusivement masculine, comme le souligne le site officiel. Cette exclusivité a toutefois fait l'objet de critiques de la part de divers médias et observateurs, qui l'ont qualifiée de sexiste ou machiste. En 2003, le jury de l'UNESCO a également pointé du doigt les inégalités caractérisant ces festivités. Afin de promouvoir une plus grande inclusivité, le comité de l'UNESCO a exprimé son soutien à une participation féminine lors du carnaval de Binche. Dans cette perspective, une délégation de l'UNESCO s'est rendue à Binche le lundi gras 2024, à l'occasion du vingtième anniversaire de l'inscription du carnaval de Binche sur la liste du patrimoine immatériel de l'UNESCO, pour afficher son appui à un groupe de femmes, les "Ladies binchoises", qui prenaient part aux festivités . Il est à noter que cette visite s'est déroulée spécifiquement le lundi gras, et non le mardi gras, jour où la participation féminine demeure totalement interdite.